# Badshot Lea
Badshot Lea es una localidad situada en el municipio de Waverley, en Surrey, Inglaterra (Reino Unido). Según el censo de 2021, tiene una población de 1900 habitantes.